# Volkskommissariat für Bildung der RSFSR

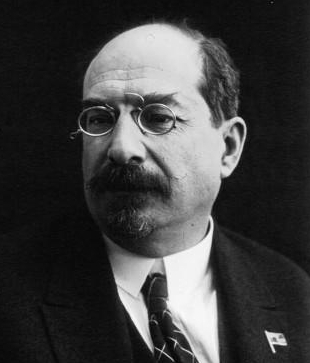
Anatoli Lunatscharski (1925), Volkskommissar für Bildung von 1917 bis 1929

Das Volkskommissariat für Bildung der RSFSR  (russisch Народный комиссариат просвещения РСФСР Narodny komissariat prosweschtschenija RSFSR), kurz NARKOMPROS (russisch Наркомпрос) war ein staatliches Organ der Russischen Sowjetrepublik.
Es wurde im November 1917 (nach dem julianischen Kalender Oktober 1917) kurz nach der Oktoberrevolution eingerichtet und ersetzte das Ministerium für Volksbildung des Russischen Kaiserreiches, das Staatliche Bildungskomitee der Provisorischen Regierung, sowie das ehemalige Palastministerium, welches die kaiserlichen Theater, die Akademie der Künste und die kaiserlichen Paläste verwaltete.
Das NARKOMPROS war für die gesamte Organisation der Bildung, Wissenschaft, des Bibliotheks- und Verlagswesen, der Museen, Theater, Kinos, Arbeiterklubs und des Denkmalschutzes, sowie für alle weiteren kulturellen Angelegenheiten verantwortlich. Das Narkompros bestand daher aus mehreren Abteilungen, wovon die wichtigsten jene für Bildende Kunst (ISO), Kino (FOTO-KINO), Literatur und Verlagswesen (LITO), Musik (MUSO) und Theater (TEO) waren.
Dem Narkompros kommt für die Entwicklung der Kunst und Kultur in der jungen Sowjetunion eine tragende Rolle zu. Bis zu seiner Entlassung 1929 wurde es durch Anatoli Lunatscharski geleitet, der die Entwicklung der modernen Kunst und Architektur massiv förderte. Sein Nachfolger Andrei Bubnow führte diesen Kurs nicht weiter, sondern gab strikte zentralistische Weisungen (bis zur Entlassung 1937).
1946 wurde es auf Anordnung Josef Stalins durch das Bildungsministerium der RSFSR ersetzt.

## Geschichte

### Gründung (1917)
Am 26. Oktoberjul. / 8. November 1917greg. wurde auf dem II. Allrussischen Sowjetkongress, der am Vortag eröffnet wurde, das Dekret über die Einrichtung des Rates der Volkskommissare akklamiert. Volkskommissar für Bildung wurde Anatoli Lunatscharski.
Einen Tag nach dem Zweiten Allrussischen Kongress der Arbeiter-, Soldaten- und Bauernräte wurde am 27. Oktoberjul. / 9. November 1917greg. durch ein gemeinsames Dekret des Allrussischen Zentralen Exekutivkomitees und des Rates des Volkskommissare die Staatliche Kommission für Bildung gegründet. Diese Kommission war das wesentliche Leitungsorgan des Kommissariats.
Im Dekret vom 27. Oktoberjul. / 9. November 1917greg. wurde festgelegt, dass alle Angelegenheiten bezüglich der Volksbildung vorläufig durch die Mitarbeiter des ehemaligen Ministerium für Kultur des Russischen Reiches erledigt werden sollen. Es wurde zu einem ausführenden Organ der Staatlichen Kommission für Bildung. So wurde die Rolle des Ministeriums für Kultur als ein Leitungsorgan mit staatlichen Funktionen beendet, und es wurde in ein ausführendes Organ, in einen technischen Apparat, umgewandelt. Nachdem die Anordnungen der Staatlichen Kommission von fast allen Angestellten und Spezialisten des Ministeriums boykottiert worden waren, konnte man sich darauf einigen, dass alle Mitarbeiter die Räumlichkeiten räumen und Lunatscharski und seine Mitarbeiter dort einziehen konnten.
Die Mitarbeiter des ehemaligen Palastministerium arbeiteten gut mit dem von Lunatscharski dafür beauftragen Mitarbeiter Juri Flaxerman zusammen. Diese Abteilung des Narkompros wurde jedoch vom im Dezember 1917jul. gegründeten Volkskommissariats für den Besitz der RSFSR übernommen. Faktisch blieb es jedoch unter Kontrolle des Narkompros, auch Flaxman konnte unter dem Kommissar desselben, Karelin, weiterarbeiten. Dieses Volkskommissariat wurde bereits im August 1918 wieder aufgelöst.
Am 29. Januarjul. / 11. Februar 1918greg. wurde die Abteilung für Bildende Künste (ISO) gegründet und am 22. Maijul. / 4. Juni 1918greg. durch die Staatliche Kommission für Bildung genehmigt. Sie wurde von Dawid Schterenberg geleitet und besaß eine Moskauer und eine Petrograder Unterabteilung.

### Evakuierung nach Moskau (1918)

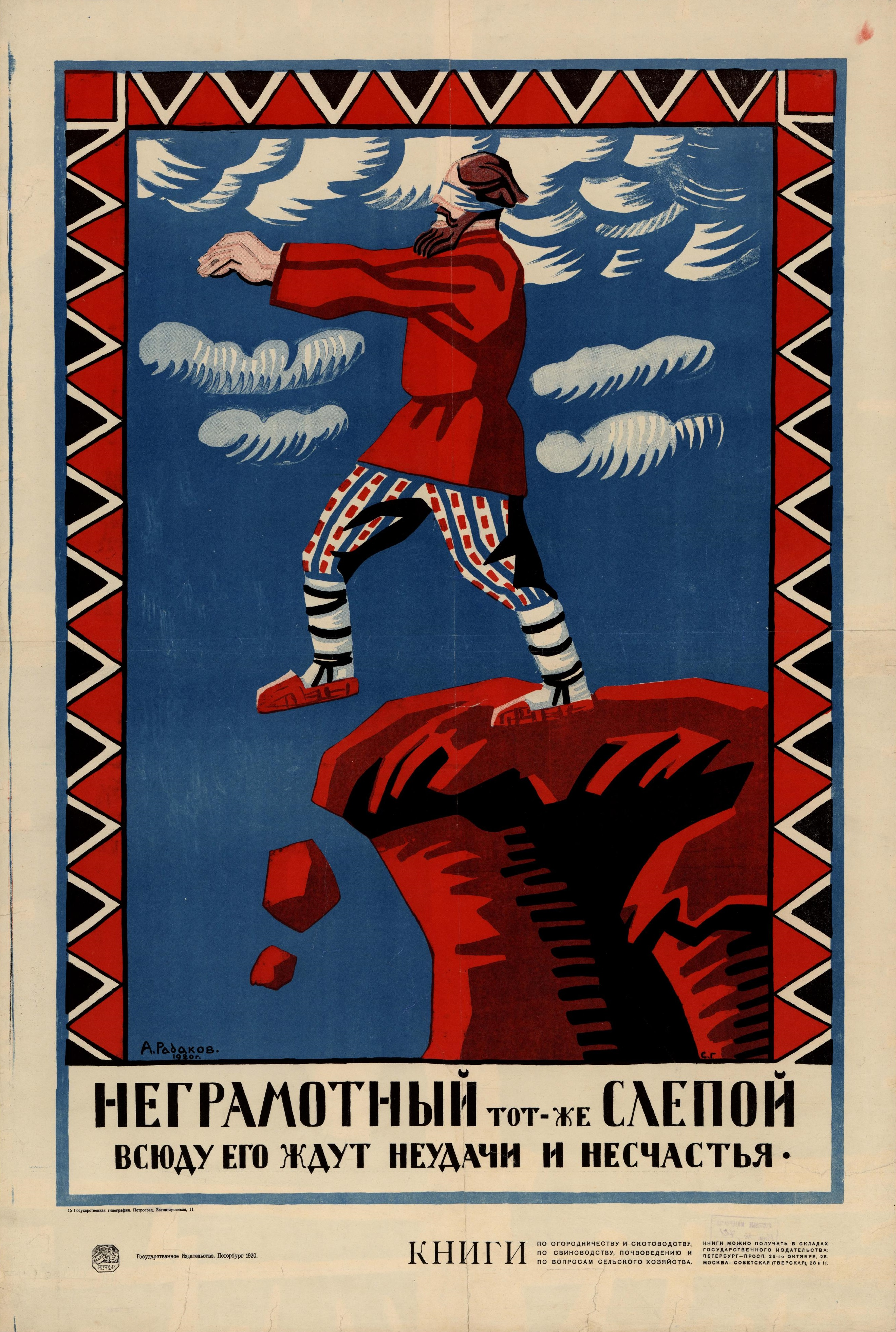
Rosta-Fenster von Alexej Radakow: „Der Ungebildete ist wie ein Blinder. Überall erwarten ihn Unglück und Misserfolg.“

Im März 1918 wurde das NARKOMPROS, wie die gesamte Regierung aufgrund der vorrückenden deutschen Truppen nach Moskau evakuiert. Lunatscharski blieb jedoch, sowie einige Abteilungen des NARKOMPROS (z. B. das ISO), in Petrograd. In dieser Zeit wurde begonnen, das NARKOMPROS effektiver zu machen. Eine Person im Hintergrund war Lenins Ehefrau Krupskaja. Die Organisation blieb jedoch noch immer äußerst chaotisch. Das NARKOMPROS besaß unzählige Abteilungen, Unterabteilungen und Kommissionen. Über mehrere Jahre noch war das NARKOMPROS nicht fähig, genaue Angaben über die Menge seiner Abteilungen und Mitarbeiter zu nennen.
Am 26. Juni 1918 (13. Juni) wurde mit Lenins Unterschrift vom Rat der Volkskommissare „Das Dekret über die Organisation der Volksbildung in der Russischen Republik“ erlassen, in dem die Aufgaben der Staatlichen Kommission für Bildung detaillierter festgelegt wurden. Die Kommission hatte die Aufgabe, die Angelegenheiten der Volksbildung zu leiten und die allgemeinen Prinzipien der Volksbildung festzulegen, staatliche Bildungspläne zu erlassen und andere prinzipielle Fragen zu klären. Mit diesem Dekret wurde auch die Zusammensetzung der Kommission grundlegend geändert. Die Kommission umfasste nun neben dem Leitungsgremium auch Vertreter aus dem Allrussischen Zentralen Exekutivkomitee, den Gewerkschaften, dem Obersten Sowjet für die Volkswirtschaft (ВСНХ), dem Volkskommissariat für Nationalitätenfragen und anderen zentralen Einrichtungen und Organisationen.
Die Abteilung für Museen wurde aus dem wiedereingegliederten Volkskommissariat für den Besitz der RSFSR gegründet und im August 1918jul. genehmigt. Sie wurde von Natalja Trotzkaja geleitet.
Anfang 1920 wurde das Kommissariat neu organisiert, um effektiver arbeiten zu können. Danach bestand es aus dem Sekretariat, der obersten Archivverwaltung, die Abteilung für die Bildung nationaler Minderheiten, dem Staatsverlag Gosisdat, sowie fünf Sektionen: Organisation, eine außeruniversitäre (inklusive Erwachsenenbildung, Proletkult und ROSTA), eine wissenschaftliche (inklusive höhere Bildung) und ein Sektor für „soziales Training“ (russisch sotzialnogo wospitanija), der für Grund- und weiterführende Schulen zuständig war. Dazu kam eine künstlerische Abteilung, in der sich bedeutende Künstler wie Wladimir Tatlin, Kasimir Malewitsch, Ilja Maschkow, Nadeschda Udaltsowa, Olga Rozanowa,  Alexander Rodschenko, Wassily Kandinsky engagierten.  Diese Struktur bestand bis zur erneuten Reorganisation des NARKOMPROS im Jahr 1921.

#### Theater
Im Januar 1918 wurde im Volkskommissariat für Bildungswesen der RSFSR die Theaterabteilung gebildet und im August 1919 mit Lenins Unterschrift unter das „Dekret über die Vereinigung der Theaterarbeit“ offiziell bestätigt. Damit wurde die Arbeit der Theater vollständig einer zentralen Leitung unterstellt. Neue Revolutionstheater wurden gegründet und neue Stücke in das Repertoire aufgenommen, um sich im Rahmen der neuen herrschenden Ideologie das kulturelle Erbe anzueignen. In der Theaterabteilung gab es je eine Sektion für Repertoire, Regie, Pädagogik und Geschichte/Theorie. Die Theaterabteilung wurde von Olga Kamenewa geleitet. Die Theaterabteilung organisierte Vorlesungen und Diskussionen, versandte Empfehlungslisten für Spielpläne, verwaltete die Theaterbibliotheken, Museen und Sammlungen.
Vor der Revolution gab es in Russland 82 Theater, nach der Revolution gab es allein in Moskau 150 Theater der Roten Armee.
Auf Lenins Weisung hin wurde das Theatermuseum „Bachruschin“ in Moskau im Februar 1919 der Theaterabteilung unterstellt, ebenso 1920 die Schule für Kunstgeschichte (russ. Институт истории искусств) in Petrograd.
Leiter der Theaterabteilung waren unter anderen Lunatscharski und Wsewolod Meyerhold. Meyerhold kleidete sich zur Zarenzeit mit Frack und weißen Handschuhen. Als Mitarbeiter des Volkskommissariats trug er eine Kossoworotka, das typisch russische volkstümliche Langhemd, und statt weißen Handschuhen hatte er Schwarzes unter den Fingernägeln.
Die Theaterabteilung wurde 1920 umstrukturiert. Einen Teil ihrer Aufgaben übernahm die Abteilung für akademische Theater, die von Jelena Malinowskaja geleitet wurde, einen anderen Teil der Aufgaben übernahm die Hauptabteilung für politische Bildung (russ. Главполитпросвет).

### Chaotische Entwicklung bis 1929
Die Tätigkeit des Volkskommissariats für Bildungswesen war sehr chaotisch. Es erteilte viele Weisungen, die oft unklar waren. Das war den Umständen der Zeit kurz nach der Oktoberrevolution geschuldet und der mangelnden Erfahrung. Der riesige Verwaltungsapparat mit über 400 Verwaltungsstrukturen trug zu dem Chaos bei. Wegen der wichtigen Aufgaben widmeten die Kommunistische Partei Russlands [RKP(B)] und Lenin persönlich viel Aufmerksamkeit auf die Arbeit dieses Volkskommissariats.
Die bildungspolitischen Grundsätze im Programm der RKP (B) wurden auf dem VIII. Parteikongress im März 1919 angenommen und galten bis zur Neufassung des Parteiprogramms 1961. Die wichtigsten Forderungen lauteten:
1. Allgemeine und polytechnische Bildung sowie Verbindung von Unterricht und Produktionsarbeit für alle Kinder und Jugendlichen bis zum 17. Lebensjahr;
2. Schaffung eines breiten Netzes von Vorschuleinrichtungen zum Zwecke der Verbesserung der gesellschaftlichen Erziehung und der Emanzipation der Frau;
3. Ausbau der beruflichen Ausbildung und Errichtung zahlreicher außerschulischer Bildungseinrichtungen für Erwachsene,
4. Eröffnung eines breiten Zugangs zu den Hochschulen, besonders für die Arbeiter.

Die Erziehungs- und Bildungseinrichtungen sollten „aus einem Werkzeug der Klassenherrschaft der Bourgeoisie in ein Werkzeug der vollständigen Aufhebung der Klasseneinteilung in der Gesellschaft, in ein Werkzeug der kommunistischen Umgestaltung der Gesellschaft“ verwandelt werden. Besonders die Bildungseinrichtungen erhielten eine zentrale gesellschaftspolitische Funktion zugewiesen: „In der Periode der Diktatur des Proletariats (…) muß die Schule nicht nur die Prinzipien des Kommunismus im allgemeinen, sondern auch den geistigen, organisatorischen und erzieherischen Einfluß des Proletariats auf die halbproletarischen und nichtproletarischen Schichten der werktätigen Masse verwirklichen, um eine Generation zu erziehen, die fähig ist, den Kommunismus endgültig zu errichten.“
Eine Reihe von Parteiversammlungen (Oktober 1920 bis Januar 1921) zu Fragen des Volksbildung verabschiedete wichtige Beschlüsse zur Gründung von Hochschulen, zu Reformen an den Hochschulen, zu Arbeiterfakultäten, zu Dozenten an Hochschulen für Gesellschaftswissenschaften und auch zur Umstrukturierung des Volkskommissariats für Bildungswesen. Die Umstrukturierung des Volkskommissariats für Bildungswesen wurde mit Dekret des Rates der Volkskommissare vom 11. Februar 1921 und mit Beschluss des Plenums des ZK der RKP(B) bestätigt; Lenin leitete die Kommission des Plenums.
Lunatscharski wurde 1929 als Volkskommissar für Bildungswesen abgesetzt. Diesen Posten bekam Andrei Bubnow, der einen strengen administrativen Kurs führte.

## Veröffentlichungen
- Chudoschestwennaja schisn (Künstlerisches Leben). Zeitschrift, ab Dezember 1919, mit Artikeln von Abram Efros, Osip Brik, Wassily Kandinsky, Anatoli Lunatscharski.
- Isobrasitelnoje iskusstwo (Die Schönen Künste). Zeitschrift, eine Ausgabe, Petrograd 1919.
- Iskusstwo (Kunst). Zeitschrift, acht Ausgaben, Moskau Januar–September 1919.
- Iskusstwo kommuny (Kunst der Kommune). Zeitschrift, neunzehn Ausgaben, Petrograd Dezember 1918–April 1919.